# Bilogora
Bilogora är ett låglänt men bergigt område i centrala Kroatien. Det består av en serie kullar och mindre slätter som sträcker sig cirka 80 km i nordvästlig-sydostlig riktning längs den sydvästra delen av Podravina. Områdets högsta topp heter Rajčevića och når 309 m ö. h. Området har delvis givit namn åt ett av Kroatiens län, nämligen Bjelovar-Bilogoras län. Bilogora är även ett av Kroatiens vindistrikt. 